# Superleague Formula
A Superleague Formula egy együléses autóverseny-sorozat, amely 2008-ban indult. A sorozatban labdarúgócsapatok által szponzorált istállók indulnak, a versenyzők pedig már többen is versenyeztek a Formula–1-ben.
A sorozat főszponzora jelenleg a Sonangol Group. Az autókat az Élan Motorsport Technologies gyártja.

## Története

### 2008
A 2008-as volt az SF első szezonja. Az első versenyt a világ 62 országában látták, az utolsó versenyen, Jerezben pedig 34 ezren voltak a helyszínen. Az első győztes az FIA GT Championshipben versenyző Davide Rigon lett, a konstruktőrök között a kínai Beijing Gouan végzett az első helyen.

### 2009
A sorozat második szezonja két angol csapat küzdelmet hozta, végül 30 pont előnnyel a Liverpool F.C. istálló és Adrián Vallés örülhetett. A spanyol versenyző elsősorban egész évet átfogó stabilitásának köszönheti a bajnoki címet, ugyanis valamennyi versenyen pontszerzőként intették le. Egy futamgyőzelem (Magny-Cours) és 4 dobogós helyezés fűződik a nevéhez.

## Lebonyolítás

### 2008
- Szombat: 45 perces szabadedzés, időmérő, és egy újoncok számára megrendezett gyakorlás
- Vasárnap: két 45 perces verseny, a második fordított rajtráccsal
- Egy millió eurós pénzdíj versenyhétvégénként

### 2009
- Szombat: két 45 perces szabadedzés, egy edzés az újoncoknak, időmérő edzés
- Vasárnap: két 45 perces verseny (a második fordított rajtráccsal)
- Egy harmadik, „Super Final” verseny, ahol a két verseny első hat helyezettje versenyez
- 333 000 euró összdíjazás. 5 000 a pole-ért, a dobogós helyekért sorrendben 3 000, 2 000 és 1 000 euró jár, de minden további versenyző a befutás sorrendje szerint kap valamekkora pénzösszeget. A győztes csapat 111 000 eurót kap.[3]

### Pontozás
| Pozíció | 1  | 2  | 3  | 4  | 5  | 6  | 7  | 8  | 9  | 10 | 11 | 12 | 13 | 14 | 15 | 16 | 17 | 18 | 19 | 20 | 21 | 22 |
| Pont    | 50 | 45 | 40 | 36 | 32 | 29 | 26 | 23 | 20 | 18 | 16 | 14 | 12 | 10 | 8  | 7  | 6  | 5  | 4  | 3  | 2  | 1  |
| ------- | -- | -- | -- | -- | -- | -- | -- | -- | -- | -- | -- | -- | -- | -- | -- | -- | -- | -- | -- | -- | -- | -- |

## Az eddigi győztesek
| Szezon | Győztes                          | Második                              | Harmadik                       | Konstruktőr         |
| ------ | -------------------------------- | ------------------------------------ | ------------------------------ | ------------------- |
| 2008   | Beijing Guoan (Davide Rigon)     | PSV Eindhoven (Yelmer Buurman)       | AC Milan (Robert Doornbos)     | Zakspeed            |
| 2009   | Liverpool F.C. (Adrián Vallés)   | Tottenham Hotspur F.C. (Craig Dolby) | FC Basel (Max Wissel)          | Hitech Racing       |
| 2010   | R.S.C. Anderlecht (Davide Rigon) | Tottenham Hotspur (Craig Dolby)      | FC Basel 1893 (Max Wissel)     | Azerti Motorsport   |
| 2011   | Ausztrália (John Martin)         | Japán (Duncan Tappy/Robert Doornbos) | Luxembourg (Frédéric Vervisch) | Alan Docking Racing |

## Ismertebb versenyzők és csapatok
Versenyzők, akik versenyeztek a Formula–1-ben is
- Antônio Pizzonia (2003, 2005)
- Baumgartner Zsolt (2003,2004)
- Enrique Bernoldi (2001, 2002)
- Giorgio Pantano (2004)
- Narain Karthikeyan (2005, 2011)
- Robert Doornbos (2005, 2006)
- Sébastien Bourdais (2008, 2009)

Csapatok, akik versenyeztek a Formula–1-ben is
- Zakspeed (1985-1989)

## A sorozat jövője
A sorozat szervezői 2012-ig fokozatosan bővíteni szerették volna a versenynaptárat. Az eredeti elképzelés ez volt:
| Szezon | Európai versenyek | Európán kívüli versenyek | Összes verseny |
| ------ | ----------------- | ------------------------ | -------------- |
| 1. év  | 6                 | 0                        | 6              |
| 2. év  | 8                 | 1                        | 9              |
| 3. év  | 10                | 2                        | 12             |
| 4. év  | 12                | 3                        | 15             |
| 5. év  | 13                | 4                        | 17             |

A jelenlegi bővítési terv a következő:
| Szezon       | Összes verseny (Európán kívül) |
| ------------ | ------------------------------ |
| 3. év (2010) | 9 (1)                          |
| 4. év (2011) | 12 (2)                         |
| 5. év (2012) | 15 (3)                         |

A jövőbeni versenyhelyszínek közül Assen, Zandvoort, Abu Dhabi és egy brazil versenypálya volt biztos.

## Érdekességek
- A PSV csapatának egészen 2013-ig szerződése van, azonban csak akkor, ha más holland csapat nem indul a Superleague Formulában.[6][7]
- A sorozathoz csatlakozni szeretne a Bordeaux csapata is, azonban hiába volt úgy, hogy már 2009-ben elindulnak, még a 2010-es előzetes nevezési listán sem szerepelnek.[8][8][9][9]

## Technikai adatok

### Az autók felépítése
- Hat sebességes félautomata váltó
- Slick gumik
- Minimum súly: 750 kg[10]

### A motorok felépítése
- Hengerek száma: 12
- Hengerűrtartalom: 4,2 liter
- Súly: 140 kg
- Maximális fordulatszám: 12 000